# 探険! ホムンクルス 〜脳と体のミステリー〜
『探険! ホムンクルス 〜脳と体のミステリー〜』（たんけん! ホムンクルス のうとからだのミステリー）は、2003年10月11日から2004年9月18日までTBS系列で毎週土曜20:00 - 20:54に放映されていた人間の身体を観察する情報バラエティ番組である。途中からクイズ形式に路線変更し、『脳力探険クイズ! ホムクル』（のうりょくたんけんクイズ! ホムクル）と改題された。

## 番組概要
身体の不思議等を科学的に検証する前半パートと、城島茂が「水泳をする腕を失った青年」「脚を失った少年がサッカーに挑戦」等を取材する後半パートが当初の内容であった。
後に脳を鍛える事をメインテーマに置いたクイズ番組に路線変更するものの、1年間で放送終了した。これにより2000年4月の『ガキバラ帝国2000!』から続いた、TBS系列における土曜20時台のジャニーズJr.のレギュラー番組は4年半で終了する形となった。

## 出演者

### 司会
- 国分太一（TOKIO）
- 草野満代（当時TBSテレビ契約アナウンサー）

### レギュラー出演者
- 城島茂（TOKIO）
- 嵐（大野智、櫻井翔、相葉雅紀、二宮和也、松本潤）

## 出題された主なクイズ
クイズ まわしてみました
ある物を円形のテーブルに乗せて高速回転させている映像を見て、何が回っているのかを当てる早押しクイズ
クイズ つぶしてみました
ある物をプレス機で潰した映像を逆再生で流し、何が潰されていたのかを当てる早押しクイズ
ゲーム ロシアンフラッグ
いわゆる旗揚げゲーム。解答者は、赤と白の旗を持って、ナレーターの指示に従って、旗を上げ下げする。指示は、UP、DOWN、と英語で指示する。(例、赤をUP、白をDOWN)間違えた解答者は、頭上から炭酸ガスを浴びせられる。
最初は指示通りに上げ下げするが、2セット目以降は指示とは逆に旗を上げ下げしなければいけない。
最初は上げ下げする旗だけ逆、旗の上げ下げだけ逆、と比較的簡単だが、最終的には上げ下げする旗・旗の上げ下げ両方を逆に行わなければならなくなる。
指示通りでクリアすれば脳年齢60歳代、上げ下げする旗だけが逆でクリアすれば脳年齢50歳代、旗の上げ下げだけが逆でクリアすれば脳年齢40歳代、全て逆でクリアすれば脳年齢30歳以下とランク付けされる。
クイズ 覚えておけば間違いない
長井秀和がナレーションをしている短めの映像を覚えた後、その映像からクイズを出題
クイズ THE 事件現場
事件現場という設定で出題されるパズルを解いていく。VTRにはインスタントジョンソンが出演。
クイズ 連想オクトパス
8個のヒントから連想されるものは何かを当てる早押しクイズ。